# Romuald Gutt
Romuald Gutt (Varsó, 1888. február 6. - Varsó, 1974. szeptember 3.) lengyel építészmérnök, a lengyel modernista építészet jelentős alakja.

## Élete
Gutt Svájcban tanult, középiskoláját Zürichben végezte, majd a winterthuri Műszaki Főiskolán diplomázott 1908-ban, majd 1910-ben egy római kiállítás lengyel pavilonjának díja irányította rá a figyelmet. A két világháború közti időszakban templomokat, iskolákat, középületeket, valamint I. világháború háborús temetőket tervezett, munkáiban a modernista építészet hatása érződött. Elve a funkcionalitás, használhatóság volt, épületeit - saját magának tervezett lakóházát is - elsősorban téglából és cementelemek felhasználásával tervezte, építette. A második világháború előtt Alina Scholtz  tájépítésszel közösen tervezték a zalavasi Józef Piłsudski parkot. A varsói Nieborówi palota  emeletráépítésée is az ő nevéhez fűződik, ahogy az 1937-ben elkészült krakkói Sowiniec-dombon álló Piłsudski-halom tájépítészi munkái is.
A háborút követően a Varsói Politechnikán és a Varsói Képzőművészeti Akadémián  tanított, 1947-ben a Varsói Újjáépítés Legfelsőbb Tanácsának tagja lett.
A Lengyel Várostervezők Szövetségének (Towarzystwo Urbanistów Polskich) tagja.

## Fontosabb művei
- Templom Varsó Żoliborz kerületében (ul. Czarnieckiego, plac Słoneczny)
- A Politikatudományi Iskola épülete, ul. Wawelska 56 (jelenleg az Országos Közigazgatási Iskola székhelye)
- Varsói Ápolási Iskola (1927-1928), ul. Koszykowa 78, ob. Központi Katonai Orvosi Klinika "Cepelek"
- Villa 1928-tól, ul. J. Hoene-Wroński 5
- Népiskola, ul. Górnośląska 31
- A Katonai Szállásalap épülete, 1931-33. ul. Koszykowa 79a / al. Niepodległości 245
- Épületek a Kielecka és a Łowicka utcákban
- Hotel Oficerski, plac Inwalidów 10., Varsó (1922-1925)[4]
- Avantgárd villa 1936-ból, a sárga burkolatú ul. Buska 9-ben. A modern lengyelországi villaépítészet egyik legkiemelkedőbb példája.
- A Központi Statisztikai Hivatal (GUS - Główny Urząd Statystyczny) épülete ul. Wawelska 1/3 ép.: 1948-1951 Zbigniew Wasiutyńskival
- A lengyelországi Kínai nagykövetség épületkomplexuma (társakkal), ul. Bonifraterska 1 (1956-1959)
- A tanári lakásszövetkezet lakóházának galériája 1960-tól, ul. Matejki 4
- A palmiryi vérengzés mauzóleuma 1948., Palmiry, Ewa Śliwińska szobrásszal[5]
- A varsói Nemzeti Színház rekonstrukciója (Haliną Skibniewskaval)
- A Lengyel Hadsereg Színházának terve, a plac Żelaznej Bramyn, Varsó 1951., nem épült meg. (Haliną Skibniewskaval)[6]
- Termálfüldő, Ciechocinekben 1931-1932. (Alexander Szniolissal)
- Postahivatal, Ciechocinekben, 1934. Avantgarde az 1930-as évek modernizmusában.
- Befektetési Bank (Bank Inwestycyjny) Toruńban 1930 és 1935 között
- Postaépület Kazimierz Dolnyban

## Díjai
- 1966:  A SARP (Stowarzyszenie Architektów Polskich - Lengyel Építészek Szövetsége) első tiszteletdíja (a díjat 1966-ban alapították)

## Fordítás
- Ez a szócikk részben vagy egészben  a   Romuald Gutt című lengyel Wikipédia-szócikk ezen változatának fordításán alapul.  Az eredeti cikk szerkesztőit annak laptörténete sorolja fel. Ez a jelzés csupán a megfogalmazás eredetét és a szerzői jogokat jelzi, nem szolgál a cikkben szereplő információk forrásmegjelöléseként.